# Фернель, Жан
Жан Франсуа Ферне́ль (фр. Jean François Fernel; 1497, Мондидье — 26 апреля 1558, Фонтенбло) — французский математик, астроном и врач. Лейб-медик французского короля Генриха II и его супруги Екатерины Медичи.

## Биография
В 1530 году Фернель получил от парижского медицинского факультета степень доктора медицины и в 1534 году стал профессором. Как практик, он считался первым врачом Франции и одним из первых во всей Европе («современный Галлен»). 
Написал несколько сочинений по медицине: De naturali parte medicinae (1542), De vacuandi ratione (1545), De abditis rerum causis (1548), включавшая часть об ангелологии и демонологии. Самым важным его сочинением была Universa medicina, выдержавшая более 30 изданий. Она состояла из 3 частей: Physiologia (переработанная De naturali parte), Pathologia, и Therapeutice.
Но гораздо более, чем медицина, привлекали его к себе математика и в особенности астрономия. Учёно-литературная деятельность Фернеля в их области представлена тремя сочинениями: математическим «De proportionibus libri duo» (П., 1528) и двумя астрономическими «Monalosphaerium sive astrolabii genus; generalis horarii structura et usus» (там же, 1526) и «Cosmotheoria seu de forma mundi et de corporibus coelestis libros duos complexa» (там же, 1528). 
В первом из астрономических сочинений наряду с отступлениями астролого-медицинского характера излагается способ изображения целой сферы на одном плоском чертеже. Во втором, в его части, озаглавленной «Narratio de gradus meridiani dimensione», подробно описывается произведённое автором в окрестностях Парижа измерение градуса меридиана. Определив высоту полюса в Париже, он выехал из этого города в направлении к северу по дороге в Амьен и продолжал свой путь до тех пор, пока не достиг места, в котором высота полюса превосходила парижскую на 1°. Сосчитав число оборотов, сделанных на всем этом пути колесом кареты, которая везла его обратно в Париж, и уменьшив это число некоторой его частью, приходившейся приблизительно на извилины и неровности дороги, он нашел длину градуса меридиана равною 57077 туазам. Значительная точность этого результата, превосходящего найденный Лаландом только на 7 туазов, произошла совершенно случайно и вовсе не была следствием крайне примитивного способа измерения, далеко отстававшего даже от способов подобных измерений, употребляемых арабами.
- Therapeutice, seu medendi ratio

## Эпонимы
Кратер на Луне назван в его честь.

## В кино
- В сериале «Королева змей» (США, 2022—2024) роль Фернеля сыграл актер Стив Фёрст.